# Società di fatto
In diritto commerciale, una società di fatto (nota anche con gli acronimi Sdf o S.d.f.) è una società che non è stata costituita secondo le forme e le modalità previste dalla legge. Le società di fatto sono diverse (seppur simili) dalle cosiddette "società irregolari", che invece sono società costituite secondo le forme e le modalità previste dalla legge ma non sono iscritte nel registro delle imprese.
Requisito della società di fatto è l'esercizio di attività commerciale; diversamente, la società rientrerebbe nella categoria delle pure società semplici (che non richiedono un atto costitutivo in forma scritta).

## Definizione
Non esiste nel Codice civile italiano una definizione di società di fatto: essa viene formulata dalla dottrina e dalla giurisprudenza per mezzo dell'analisi dei principi generali in materia di società.
Infatti, la società di fatto - come ogni altra società - deve avere uno scopo lucrativo, trovare la sua causa nello svolgimento di un'attività economica e caratterizzarsi per la disponibilità di risorse economiche materiali e immateriali apportate dai soci in forza di un contratto di società.
Pertanto una prima caratteristica della società di fatto si fonda sull'estrinsecazione verso i soggetti terzi dell'esistenza di un vincolo societario tra i soggetti che partecipano in qualità di soci. Carattere, questo, che permette di distinguere la società di fatto (palese) dalla società occulta, ossia dalla società che viene individuata dalla giurisprudenza (soprattutto in sede fallimentare) come esistente tra un soggetto che agisce formalmente come imprenditore individuale e altri soggetti, che non appaiono formalmente essere soci.

## Storia
Le società di fatto non sono recenti, ma hanno seguito uno sviluppo che va di pari passo con lo sviluppo del diritto commerciale europeo. In particolare, il Code Savary (1673) francese prevedeva che una società potesse formarsi "solo per iscritto o tramite un notaio". Erano quindi nulle le società non costituite secondo la legge, e i debiti e i contratti erano parimenti dichiarati nulli con tutte le conseguenze che questo comportava.
Neanche il Codice del commercio francese del 1807 prevedeva le società di fatto, ma la dottrina e la giurisprudenza cominciò a ritenere più conveniente "salvare" in qualche modo ciò che era stato fatto dalle società di fatto piuttosto che rendere tutto nullo, e fu questo il principale motivo che portò all'introduzione del concetto di società di fatto. In particolare, il diritto francese distingue tra société de fait ("società di fatto") e société créée de fait ("società creata di fatto"), e corrisponderebbero grossolanamente la prima a una società irregolare e la seconda a una società di fatto vera e propria.
Nel diritto italiano, la società di fatto risulta precedente alla stessa Unità d'Italia (1861), con molti stati preunitari italiani che, a quanto pare, prevedevano le società di fatto nella loro dottrina, seguendo le orme del diritto francese. Pur essendo stata introdotta formalmente nella dottrina già da tempo, in Italia e in Francia la società di fatto non avrà mai una codificazione e una definizione esplicite né nei codici civili, né in nessun'altra legge.

## Rapporti tra i soci e verso terzi
La dottrina e la giurisprudenza italiane hanno chiarito come considerare le società di fatto sia nei rapporti tra i singoli soci che nei rapporti (e soprattutto nella responsabilità) verso i terzi. Gli articoli 2293 e 2297 cc hanno consentito di far luce sulla natura delle società di fatto; in particolare, le società di fatto sono considerate dalla girusprudenza come delle società in nome collettivo che non sono ancora state iscritte nel registro delle imprese (art. 2297 cc).
Nei rapporti tra i soci valgono le disposizioni sulle società in nome collettivo (che rimanda in parte anche alle società di fatto, ex art. 2293 cc), mentre nei rapporti verso i terzi valgono le disposizioni sulla società semplice (ex art. 2297 cc), pur esercitando la società di fatto attività commerciale.
Quindi, la società di fatto si distingue dalla società in nome collettivo solamente nei rapporti esterni, e ciò è evidente in particolare per alcune situazioni relative ai creditori particolari del socio oppure ai creditori sociali. In particolare, i creditori particolari del socio di una società di fatto possono chiedere la liquidazione della quota sociale del socio debitore qualora i suoi beni personali non siano sufficienti a coprire il debito. Ciò non accade invece nelle società in nome collettivo, in cui non è possibile chiedere la liquidazione della quota finché la società non è sciolta.

## Tratti comuni e distintivi
Come già ricordato, la società di fatto - al pari di qualunque altra forma di società - si fonda sull'esercizio in comune di un'attività economica, ossia - seguendo le indicazioni dettate dal codice civile in materia di imprenditore - sulla messa in opera di una serie coordinata e continuata nel tempo di atti avente come fine la produzione o lo scambio di beni e servizi. A tale vincolo di destinazione sono pertanto sottoposti i beni che formano il patrimonio della società, ossia che costituiscono la sua azienda.
Quanto detto permette di operare una distinzione tra la società di fatto e la comunione d'azienda (di mero godimento), la quale - al pari di una qualsiasi comunione - si fonda sul godimento, ossia sull'utilizzo e sulla percezione dei frutti, in via diretta o indiretta, di un complesso di beni, organizzato al fine dello svolgimento di un'attività economica (azienda).
I partecipanti alla comunione d'azienda, infatti, non esercitano un'attività economica nel senso sopra precisato, ma si limitano a godere dei beni formanti l'azienda direttamente per i bisogni personali o indirettamente (ad es. tramite l'affitto d'azienda).
La società di fatto, al pari di ogni altra società, è dotata di soggettività giuridica: pertanto essa è titolare di posizioni giuridiche attive e passive, di crediti e di debiti, di diritti e di obblighi. Essa ha un proprio patrimonio distinto da quello dei soci (autonomia patrimoniale).
Manca alla stessa, però, il carattere della personalità giuridica, che è riservato alle società di capitali (s.p.a.; s.r.l.; s.a.p.a.) e alle cooperative, che l'acquistano mediante l'iscrizione - avente natura costitutiva - nel registro delle imprese e che permette ai soci di godere del beneficio della limitazione (a quanto conferito) della responsabilità per le obbligazioni sociali.
La società di fatto - come anticipato - è una società di persone (s.s.; s.n.c.; non una s.a.s in quanto l’adozione di tale veste societaria richiede una espressa manifestazione in tale senso che non può desumerai se non da un atto scritto e non da fatti concludenti), che non è stata costituita in base a un contratto sociale orale o scritto, ma è sorta sulla base di comportamenti concludenti, ossia comportamenti reciproci dei singoli soci finalizzati a uno scopo comune. Tutto ciò pone la difficoltà di definire la sorte dei conferimenti immobiliari o, più in generale, dei diritti che richiedono una data forma affinché sia efficace l'intestazione in capo alla società. Infatti, mancando un contratto sociale scritto, non è possibile costituire una società conferendo ad es. la piena proprietà di un bene immobile. Nel caso in cui i soci abbiano inteso fare ciò, la dottrina e la giurisprudenza - al fine di fare salvi gli effetti del contratto, altrimenti nullo - riconoscono in detta pattuizione la volontà e gli effetti del conferimento del diritto di godimento di natura personale del bene in questione, per una durata non eccedente i nove anni, al fine di ovviare alla mancanza della forma scritta.
Ciò non toglie che la società di fatto possa essere titolare di diritti reali immobiliari, a seguito di conferimento, effettuato al di fuori del contratto di società, o di altro acquisto a titolo originario o derivativo. Occorre perciò distinguere l'assenza di forma (orale o scritta) del contratto di società (che rende nullo il conferimento di diritti reali immobiliari, ma convertibile nel senso sopra precisato in conferimento di diritto personale di godimento), dalla forma scritta necessaria per un successivo acquisto o conferimento.
Non può nascondersi però che è ancora radicata in dottrina e nella giurisprudenza la tesi che la società di fatto non goda di soggettività giuridica, sicché ogni rapporto attivo o passivo a essa ascrivibile, sarebbe da imputarsi ai singoli soci.

## Casi in cui si configura una società di fatto
Le attività illegali (come ad esempio lo spaccio di stupefacenti, la rapina, ecc.) non rientrano nella categoria di attività commerciale o imprenditoriale secondo la legge italiana, e pertanto in sede di tribunale (al di là delle conseguenze penali) non potrebbe essere invocata l'esistenza di una società di fatto per risolvere le controversie legate a siffatti crimini.
I casi principali in cui, secondo la giurisprudenza e la dottrina consolidata, emerge una società di fatto sono sostanzialmente:
- Successione di imprenditore individuale;
- Socio occulto;
- Società occulta.

Con l'entrata in vigore del Codice civile italiano del 1942 era stato imposto che, entro il mese di dicembre dello stesso anno, tutte le società di fatto avrebbero dovuto regolarizzarsi e che non se ne sarebbero formate delle altre. Questo non si verificò, ma anzi continuarono a formarsene delle altre, dal momento che la legge italiana non dava disposizioni su come trattare casi come ad esempio la successione di un imprenditore individuale e la giurisprudenza ha sopperito a queste lacune legislative attraverso il ricorso al concetto di società di fatto.
Anche le società dotate di personalità giuridica possono far parte o essere "incolpate" (pur non essendo di per sé sanzionato) di fare parte di una società di fatto (composta da persone fisiche e/o persone giuridiche). Nella maggior parte dei casi, si cerca di dimostrare l'esistenza di una società di fatto nei casi di insolvenza; non si verifica, però, il fallimento dei soci della società facente parte della società di fatto, ma bensì solo della società stessa, che risponde dei debiti e delle obbligazioni della società di fatto attraverso il solo patrimonio della società (e non di quello dei soci).
In giudizio assume rilevanza anche l'individuazione della sede della società di fatto (la quale non ha solitamente sede legale), al fine di individuare il tribunale di competenza.

### Inizio di attività
Uno dei casi più tradizionali in cui si forma una società di fatto è attraverso l'esercizio spontaneo di un'attività commerciale tra due o più individui e senza registrazioni, atto costitutivo, statuto, ecc. Il modello AA7/10 dell'Agenzia delle Entrate consente la registrazione anche di società di fatto (come riportato nelle istruzioni per la compilazione del modello) e in alcuni casi si riesce a ottenere anche la registrazione nel registro delle imprese. Quest'ultimo aspetto contraddice uno dei requisiti di base riportati spesso nella letteratura tradizionale sulle società di fatto, cioè l'assenza di pubblicità legale, e dà vita a un tipo di società non perfettamente rispondente alla tradizionale società di fatto. Le fattispecie che si configurano nella letteratura giuridica tradizionale sulle società di fatto spesso non sono più rispondenti al vero; ciò è particolarmente vero nel caso in cui si riesca a ottenere anche un'iscrizione al registro delle imprese e in tal caso siffatte società non sono altro che società in nome collettivo prive di atto costitutivo e statuto. La definizione di società di fatto andrebbe più propriamente attribuita alla società nella sola fase precedente alla sua registrazione presso il registro delle imprese.

### Successione di imprenditore individuale
Nel caso di successione di imprenditore individuale, in generale la giurisprudenza afferma che, alla morte dell'imprenditore, l'impresa individuale si trasforma automaticamente in una società di fatto tra i coeredi, a meno che l'erede non sia uno solo; in tal caso l'impresa individuale continua a essere un'impresa individuale con le opportune modifiche di dati come ad esempio la partita IVA o la denominazione. La giurisprudenza ha agito in modo da salvaguardare la sopravvivenza dell'impresa, la quale ha spesso dei contratti in corso con la clientela, e questi spesso non possono essere conclusi senza delle richieste di risarcimento (in linea generale, i contratti firmati da un imprenditore non si estinguono con la morte dello stesso tranne che in casi particolari; si veda anche la pagina comunione ereditaria). Va aggiunto che anche in questo caso vale quanto detto sopra riguardo all'inizio di attività nella forma di una società di fatto.
La legge italiana ha fatto in modo da rendere più conveniente la conversione di società di fatto in normali società entro un anno dalla morte del de cuius, ma non sembra esserci nessun obbligo. Nonostante ciò, una società di fatto potrebbe avere notevoli difficoltà a operare senza regolare iscrizione nel registro delle imprese dal momento che quasi sempre banche, enti pubblici e privati richiedono la visura camerale. In alcuni casi si riesce a ottenere l'iscrizione nel registro delle imprese successivamente alla compilazione del modello AA7/10, mentre diversamente potrebbe essere il caso di avviare la conversione in normale società nel più breve tempo possibile.
E' da aggiungere che l'art. 3 comma 2 della legge 23 dicembre 1982, n. 947 ha imposto l'obbligo di iscrizione delle società di fatto derivanti da comunioni ereditarie entro un anno dalla morte del de cuius nel caso in cui "gli eredi che intendano continuare in forma societaria l'esercizio del dante causa".

### Socio occulto e società occulta
Un altro caso molto frequente di ricorso al concetto di società di fatto è quello dei cosiddetti "soci occulti" e delle "società occulte". Spesso questi due termini vengono utilizzati in maniera interscambiabile, mentre altri autori tendono a preferire distinguere tra i due casi.
Un socio occulto può essere definito come una persona esterna a una società, che si comporta a tutti gli effetti come se fosse un socio. Verrebbe così a crearsi una società di fatto tra il socio occulto e gli altri soci. Ciò è fatto spesso al fine di nascondere un socio oppure addirittura il vero proprietario di tutta la società, attraverso l'uso dei cosiddetti "prestanome". In altri casi, il socio occulto non gestisce l'intera società, ma si limita a fornire supporto, direzione, aiuti economici e garanzie per conto della stessa. Specie in caso di insolvenza, i creditori sociali sono i primi a far partire una causa per dimostrare l'esistenza di una società di fatto (tra gli altri soci della società e il socio occulto), dal momento che, in caso di successo, potrebbero rivalersi sul socio occulto, che così avrebbe una responsabilità solidale e illimitata nei confronti dei debiti e delle obbligazioni sociali.
Si parla invece di "società occulta" quando un socio occulto si intromette all'interno di un'impresa individuale, venendo così a esserci una sorta di trasformazione societaria da impresa individuale a società di persone. I due casi di "socio occulto" e "società occulta" sono tuttavia speculari.
È bene chiarire che tali modi di fare affari non sono di per sé vietati dalla legge, ma resta comunque ferma la responsabilità illimitata e solidale del socio occulto.
La stessa situazione del socio occulto e della società occulta possono verificarsi anche nel caso in cui il socio "di fatto" agisca "in buona fede", per esempio per aiutare qualcuno. Pur essendo il legame palese e non occulto, vale anche in questo caso quanto detto sopra. Un po' più complicato è invece dimostrare l'esistenza di siffatte società (occulte o no), qualora il socio occulto sia un parente degli altri soci.

## Società di fatto e minorenni
Particolarmente nei casi di successione di imprenditore individuale, la situazione potrebbe essere complicata dalla presenza di eredi minorenni. In particolare, la loro partecipazione alla società di fatto non è data per scontata, ma anzi essi non entrano a far parte della società di fatto a meno che il giudice tutelare non lo approvi. In ogni caso, la società di fatto dovrà essere gestita tenendo conto degli interessi di tutti gli eredi, anche di quelli minorenni.

## Società irregolare
Come già detto, le società irregolari sono particolari società che, pur essendo state costituite conformemente alle forme e alle modalità previste dalla legge, non sono registrate nel registro delle imprese. L'iscrizione potrebbe o non essere mai avvenuta oppure, per un qualunque motivo, essa non è stata rinnovata oppure è stata cancellata. Il caso della società irregolare è formalmente diverso, ma molto simile a quello delle società di fatto.
Non essendo né le società di fatto, né le società irregolari iscritte nel registro delle imprese, manca per entrambe la cosiddetta "pubblicità legale", il che significa che la forma della società, il suo nome, la forma societaria e i patti tra i soci non sono in teoria opponibili a terzi (creditori, clienti, ecc.). La pubblicità legale ha proprio lo scopo di fornire informazioni attendibili ai terzi, i quali non possono poi sostenere di non conoscerle (per via della stessa pubblicità).
In tale sede bisognerebbe aggiungere che l'irregolarità in teoria vale solo per le società di persone, dal momento che per le società per azioni, la mancata iscrizione nel registro delle imprese comporta la "non esistenza" della società. Infatti, mentre per le società di persone, l'iscrizione nel registro delle imprese ha efficacia dichiarativa, nelle società per azioni essa ha efficacia costitutiva (art. 2331 cc). In passato (cioè prima della riforma del diritto societario del 2003), anche per le srl l'iscrizione aveva efficacia costitutiva ex art. 2475 cc prima della riforma. Oggi, con il nuovo art. 2475 cc, l'iscrizione per le srl avrebbe solo efficacia dichiarativa.
Pur non essendoci pubblicità legale, il codice civile fornisce disposizioni su come procedere nei casi in cui una società in nome collettivo non sia stata (ancora) iscritta nel registro delle imprese (art. 2297 cc). In particolare, l'art. 2297 cc ha indotto la giurisprudenza a considerare le società di fatto alla stregua di società in nome collettivo che non erano ancora state registrate.
La principale differenza tra società di fatto e società irregolare è nei rapporti tra i soci; in particolare nelle società irregolari, vi è un atto costitutivo e una forma regolamentata per essa e i soci ne sono a conoscenza avendo firmato l'atto costitutivo; pertanto per essi vale quanto scritto nell'atto e quanto prescritto per la forma societarie. Dall'esterno, invece, l'atto costitutivo ed eventuali patti tra i soci non sono opponibili, e la società irregolare apparirà e si comporterà a tutti gli effetti come una società di fatto.

## Società per azioni irregolare
Si è discusso in dottrina in merito alla possibilità di avere una "società per azioni irregolare", nelle more dell'iscrizione dell'atto costitutivo nel registro delle imprese. Tale tesi è tuttavia minoritaria in virtù della considerazione che l'iscrizione dell'atto costitutivo di s.p.a. non ha efficacia meramente dichiarativa, ma costitutiva: pertanto prima dell'iscrizione non esiste alcuna s.p.a., tanto meno irregolare.

## Riferimenti normativi
- Legge 23 dicembre 1982, n. 947 - Disciplina per la regolarizzazione delle società di fatto.